# Böszörményi Miklós
Böszörményi Miklós, születési nevén Böszörményi Miklós Gáspár (Budapest, 1914. január 29. – Budapest, 2002. december 1.) orvos, tüdőgyógyász, egyetemi tanár, az orvostudományok kandidátusa (1957), doktora (1968).

## Élete
Böszörményi Jenő (1872–1957) gépészmérnök és Lévai Ilona (1888–1958) fiaként született zsidó családban. Szülei 1917. május 6-án kikeresztelkedtek a római katolikus vallásra, ezért ő is katolikussá vált. A Magyar Kegyestanítórend Budapesti Gimnáziumában érettségizett. 1931-ben beiratkozott a budapesti Pázmány Péter Tudományegyetem Hittudományi Karára, azonban egy szemesztert követően átjelentkezett az Orvostudományi Karra. Orvosi tanulmányai mellett a Zeneművészeti Főiskola hallgatója volt és 1937-ben zongoratanári szakon végzett. 1938. szeptember 24-én orvosdoktorrá avatták. Ezt követően bevonult kötelező katonai szolgálatra, s a következő év májusában szerelt le. A második zsidótörvény miatt csupán gyakornok-helyettesi állást kapott a budakeszi Erzsébet Királyné Szanatóriumban. 1941-ben munkaszolgálatra rendelték be, s kikeresztelkedése ellenére nem részesült semmiféle kedvezményben. 1942-ben a gümőkóros megbetegedésekből szakorvosi vizsgát tett. 1943 őszén a szerbiai Bor lágerébe került, ahol az ottani rézbányában dolgoztatták. 1944. október 15-én halálmenetben Ausztria felé vonultatták, de megszökött menetoszlopából és Budapesten bujkált a felszabadulásig.
A háborút követően visszatért korábbi munkahelyére, az Erzsébet Királyné Szanatóriumba, ami átszervezést követően néhány éven belül felvette a Országos Korányi Tbc Intézet nevet. 1945 és 1948 között alorvosként, 1948 és 1953 között osztályvezető főorvosként dolgozott. 1953-tól 1957-ig az I. sz. Klinikai Osztályának vezetője, egyúttal az Intézet helyettes tudományos vezetője, 1957 és 1970 között az Intézet igazgató főorvosa volt. 1957 és 1964 között az Orvostovábbképző Egyetem (1956 után Haynal Imre Egészségtudományi Egyetem) Tüdőgyógyászati Tanszék egyetemi docense, 1964-től 1983-as nyugdíjazásáig a tanszék vezetője egyetemi tanárként. 1957-től a tanszék vezetője. 1954 márciusától egy évet a Koreai Népi Demokratikus Köztársaságban töltött, ahol a magyar orvoscsoport vezető pulmonológusaként működött.
1949-től 1956-ig az MDP XII. kerületi Végrehajtó Bizottságának tagja volt. 1970 és 1980 között az Orvos-Egészségügyi Dolgozók Szakszervezetének budapesti bizottságának elnöki tisztségét töltötte be.
A tüdőtuberkulózis gyógyításával, elsősorban a tbc látszólagos gyógykezelése után bekövetkező visszaesésekkel (recidívákkal) foglalkozott, majd a tbc kemoterápiáját vizsgálta.
Felesége 1944-től Mihelffy Éva (1911–1988), a Hungarotex referense. Gyermekei Böszörményi Katalin (1946) orvos és Böszörményi László (1949) mérnök.
A Farkasréti temetőben nyugszik.

## Művei
- Gümős sipolyok gyógykezelése penicillinnel. (Orvosok Lapja, 1947)
- A szanatóriumok szerepe a tuberkulózis elleni küzdelemben. (Népegészségügy, 1948)
- Tbc-allergia és immunitás. Jegyzet. (Budapest, 1948)
- Allergia és immunitás. (Budapest, 1950)
- A tuberkulózis szovjet nomenklatúrája. Barabás Mihállyal, Majzik Gáborral. (Gyógyszereink, 1951)
- A dialektikus szemlélet jelentősége a tüdőgyógyászati gyakorlatban. (Orvosi Hetilap, 1952)
- A tüdőtuberkulózis klinikai formái. (Budapest, 1956)
- Rezisztencia, immunitás, allergia. (Budapest, 1956)
- A tüdő nem specifikus gyulladásai. (Tüdőtuberkulózis. Budapest, 1956)
- A felnőttkori kavernás tüdőgümőkór recidívái. Kandidátusi értekezés. (Budapest, 1957)
- Sorozatos tenyésztések jelentősége a paucibacilláris folyamatokban. Bárász Zoltánnal. (Tuberkulózis, 1958)
- Változások a tüdőgümőkór prognózisában. (Orvosi Hetilap, 1958)
- Újabb szempontok a tüdőgümőkór aktivitásának fogalmához és elbírálásához. (Orvosi Hetilap, 1959)
- A felnőttkori tüdőgümőkór recidíváinak néhány kérdéséről. (Tuberkulózis, 1959)
- A tüdő gyulladásos betegségei. (A gümőkór. Szerk. Telegdi István. Budapest, 1959)
- Társadalom és a tbc. (A tuberkulózis. Budapest, 1959)
- A gümőkóros megbetegedés esélye Magyarországon. Illés Györggyel, Nyárády Ivánnal. (Tuberkulózis, 1960)
- A tuberkulózis az általános orvosi gyakorlatban. Somi Kovács Tiborral. (A gyakorló orvos könyvtára. Budapest, 1960)
- A tuberkulózis pathogenezise. (Budapest, 1960)
- A tüdőtuberkulózis racionális gátlószeres kezelésének alapelvei. Schweiger Ottóval. (Az Országos Korányi Tbc Intézet jubileumi évkönyve. Szerk. is. Földes Istvánnal. Budapest, 1961)
- A gümőkór elleni küzdelem továbbfejlesztéséről szóló kormányrendelet. (Népegészségügy, 1961)
- A hazai tbc-morbiditást kialakító tényezők. (Tuberkulózis, 1961)
- A tüdőtuberkulózis corticosteroid-therápiájáról. (Orvosi Hetilap, 1961)
- A súlyos destruktív tüdőgümőkór és kezelése. (A 32. Tbc Nagygyűlés előadásai. Budapest, 1961)
- Adatok a hazai tbc-epidemiológiai helyzet változásához. (Orvosi Hetilap, 1962)
- Gyógyíthatatlan tbc-s betegek kezelése. Lakatos Máriával. – Sebészileg eltávolított kavernák és tuberkulómák bakteriológiai vizsgálata. Többekkel. (Tuberkulózis, 1963)
- A „másodrendű” antituberkulotikumok. (Orvosi Hetilap, 1963)
- A felnőttkori tüdőgümőkór gyógyszeres kezelése. Schweiger Ottóval. Monográfia. (Budapest, 1963)
- Kontrollcsoportos klinikai tömegvizsgálatok jelentősége. Fauszt Imrével. – A másodrendű antituberkulotikumok. (Orvosi Hetilap, 1963)
- Változások a gümőkór epidemiológiájában. (Orvosképzés, 1964)
- A tuberculosis megelőzése. – A tüdő tuberculosisának korai felismerése. (Belbetegségek korai felismerése és megelőzése. Szerk. Magyar Imre. Budapest, 1965)
- A tbc gyógyulásának diagnózisa. (Budapest, 1966)
- Antituberkulotikumok kombinálása a felnőttkori tüdőgümőkór kezelésében. Doktori értekezés. (Budapest, 1968)
- A felnőttkori tüdőbetegségek klinikuma. Katona Lászlóval, Schweiger Ottóval. (Budapest, 1974, 2. átdolgozott és bővített kiadás. 1980)
- A felnőttkori tüdőgyulladás diagnosztikus és terápiás problémái. (Az orvostudomány aktuális problémái. Budapest, 1977)
- A légzőszervek betegségei. (A gyakorló orvos enciklopédiája. I. Budapest, 1977)
- A tüdő, a hörgők, a légcső, a mellhártya és a mediastinum daganatai. (Klinikai onkológia. Szerk. Eckhardt Sándor. Budapest, 1977)
- A primer malignus tüdődaganatok gyógyszereredményének értékelési módszere. (Pneumologica Hungarica, 1979)
- A tüdőrák klinikuma és terápiája. Szerk. Ungár Imre. Sajtó alá rendezte. (Budapest, 1989)
- A pneumóniák etiológiai diagnózisa. (Orvosi Hetilap, 1992. 47.)
- Társadalmi tényezők szerepe a tbc újraéledésében. (Magyar Szemle, 1996)
- Tüdőbetegségek. Megelőzés, felismerés, rehabilitálás. Vadász Imrével. (Budapest, 1996)

## Díjai, elismerései
- Munka Érdemrend (1955)[8]
- Koreai Vörös Zászlórend (1955)
- Állami Zászló Érdemrend III. fokozata (1958)[9]
- Korányi Frigyes-emlékérem (1959)
- Kiváló orvos (1960)
- Markusovszky-díj (Fauszt Imrével, 1964)
- Korányi Frigyes-pályázat I. díja (A felnőttkori tüdőgümőkor gyógyszeres kezelése c. munkájáért, 1964)
- Oktatásügy Kiváló Dolgozója (1966)[10]
- Állami Díj (1970)
- Felszabadulási Jubileumi Emlékérem (1970)
- Munka Érdemrend arany fokozata (1978)[11]
- Szocialista Magyarországért Érdemrend (1986)[12]
- Pro Urbe Budapest
- Budapest díszpolgára (1998)

## Emlékezete
- 2015-ben a Magyar Tüdőgyógyász Társaság megalapította a Böszörményi Miklós-díjat, mellyel azokat az orvosokat tüntetik ki, akik mindennapi munkájukkal jelentősen hozzájárulnak a betegellátás színvonalának emeléséhez.